# Scorțeni (Prahova)
Pour les articles homonymes, voir Scorțeni.
Scorțeni est une commune roumaine du județ de Prahova, dans la région historique de Valachie et dans la région de développement du Sud.

## Géographie
La commune de Scorțeni est située dans le nord-ouest du județ, dans les collines du piémont des Carpates du sud, à 12 km au sud-est de Câmpina, à 6 km au nord de Băicoi et à 22 km au nord-ouest de Ploiești, le chef-lieu du județ.
La municipalité est composée des cinq villages suivants (population en 1992) :
- Bordenii Mari (1 638) ;
- Bordenii Mici (625) ;
- Mislea (2 110) ;
- Scorțeni (1 652), siège de la commune ;
- Sârca (482).

## Histoire
La première mention écrite de la commune date de 1600.

## Politique et administration
| Période                                  | Période  | Identité       | Étiquette | Qualité |
| ---------------------------------------- | -------- | -------------- | --------- | ------- |
| Les données manquantes sont à compléter. |          |                |           |         |
|                                          | 2012     | Gheorghe Bargă |           |         |
| 2012                                     | En cours | Mihai Neașcu   | PNL       |         |

| Parti | Parti                                      | Sièges |
| ----- | ------------------------------------------ | ------ |
|       | Parti social-démocrate (PSD)               | 4      |
|       | Parti national libéral (PNL)               | 6      |
|       | Parti écologiste roumain (PER)             | 2      |
|       | Parti social roumain                       | 1      |
|       | Alliance des libéraux et démocrates (ALDE) | 2      |

## Religions
En 2002, la composition religieuse de la commune était la suivante :
- Chrétiens orthodoxes, 98,60 % ;
- Adventistes du septième jour, 0,70 % ;
- Pentecôtistes, 0,26 %.

## Démographie
En 2002, la commune comptait 6 079 Roumains (99,73 %) et 7 Lipovènes (0,11 %).
| 1992  | 2002  | 2007  |
| ----- | ----- | ----- |
| 6 507 | 6 095 | 6 195 |

## Économie
L'économie de la commune repose sur l'agriculture.

## Communications

### Routes
- direction sud, DJ215 vers Băicoi et Ploiești par la route nationale DN1.
- direction est, DJ100D vers Cocorăștii Mislii et Plopeni.
- direction nord-ouest, DJ100E vers Câmpina.
- direction ouest, DJ100D vers Bănești.

## Lieux et monuments
- Mislea, ancien monastère du XVIIIe siècle.